# Las Plomosas
Las Plomosas ist ein Ort in Sonora, Mexiko. Sie liegt im Municipio Álamos auf der Höhe von 1161 Metern und hatte 42 Einwohner beim Zensus 2010.